# Љубомир Којовић
Љубомир (Стевана) Којовић (Коњарник, 7. фебруар 1882 — Брод, 1916) био је српски потпоручник. Двоструки је носилац Карађорђеве звезде са мачевима.

## Биографија
Рођен је 7. фебруара 1882. године у селу Коњарнику, срез добрички од оца Стевана и мајке Јанице.
До ратова радио је као шумар, а у рату са Турцима 1912. године кренуо је као резервни наредник. Већ у том рату прославио својом храброшћу и о његовим подвизима писала је тадашња штампа. Зато је унапређен у чин резервног потпоручника да би после подвига на Брегалници био унапређен у чин поручника. На Солунском фронту је као капетан командовао 1.четом 3.батаљона Гвозданог пука. Са својом четом се истакао у борбама на Горничеву и посебно на Трапезастој коси 1916. године, када је јуришајући на челу колоне пробијао непријатељске положаје.
Приликом форсирања Црне Реке 26. 09. 1916. године, код села Брода, он је са својом четом први прешао реку и освојио мостобран за прелазак пука. Том приликом, одбијајући јурише непријатеља славно је погинуо.
За подвиге у ратовима одликован је са два официрска ордена КЗм првог и четвртог реда, први је добио као потпоручник за подвиге у Колубарској бици, а други на Солунском фронту. Одликован је са два ордена Белог орла са мачевима четвртог и петог реда, Златном и Сребрном медаљом за храброст као и другим одликовањима. На списку од десет најхрабријих официра Гвозденог пука, који је урађен 1917. године по наредби Врховне команде, први је на списку.